# Netrium
Netrium ist eine Algengattung aus der Gruppe der Jochalgen (Zygnematales).

## Merkmale
Die Vertreter sind einzellige, unbegeißelte Algen. Die Zellen sind etwas verlängert, meist zwei- bis fünfmal so lang wie breit und von elliptischer bis spindelförmig-zylindrischer Gestalt. Die Zellen haben einen runden Querschnitt und besitzen keine zentrale Einschnürung (Sinus). Es gibt zwei, nur selten vier, axiale Chloroplasten mit jeweils einem (selten zwei) Pyrenoiden. In Seitenansicht zeigen die Chloroplasten rund sechs gezähnte Längsleisten, in Apikalsicht erscheinen sie dementsprechend sternförmig. Zellwandornamente kommen nicht vor.
Die ungeschlechtliche Fortpflanzung erfolgt durch die für die Zygnematales charakteristische Zweiteilung. Die geschlechtliche Fortpflanzung erfolgt durch Konjugation zweier Zellen. Die Zellhüllen der Gametangien bleiben meist an der Zygote haften. Die Keimung der Zygote erfolgt unter Reduktionsteilung.
Die Größe der Zellen reicht je nach Art von 50 bis 400 Mikrometer.

## Verbreitung
Die Gattung ist weltweit verbreitet (kosmopolitisch). Ihre Vertreter kommen vor allem im Benthos von Hochmooren vor, aber auch in anderen sauren, oligotrophen Gewässern.

## Vertreter
Die Gattung umfasst fünf Arten:
- Netrium digitus besitzt einen haploiden Chromosomensatz von 592 Chromosomen[3]
- Netrium interruptum
- Netrium naegelii
- Netrium oblongum
- Netrium pseudactinotaenium

## Belege
- Karl-Heinz Linne von Berg, Michael Melkonian u. a.: Der Kosmos-Algenführer. Die wichtigsten Süßwasseralgen im Mikroskop. Kosmos, Stuttgart 2004, ISBN 3-440-09719-6, S. 116.